# Denominació d'Origen Terra Alta
La Denominació d'Origen Terra Alta està formada pels dotze municipis de la comarca de la Terra Alta. És la denominació d'origen més elevada i més meridional de Catalunya.

## Geografia
La comarca està situada en un altiplà limitat pels Ports de Beseit al sud, i les serres de Pàndols i Cavalls al sud-oest. Les vinyes s'estenen cap al nord i l'oest de la comarca a una alçada entre 300 i 500 m.
És característic de la Terra Alta el cultiu en terrasses entre unes valls de difícil accés. El sòl és calcari amb un bon drenatge. El clima és continental, la insolació és excel·lent, la pluviositat és baixa i els vents són de garbí i cerç.

## Història

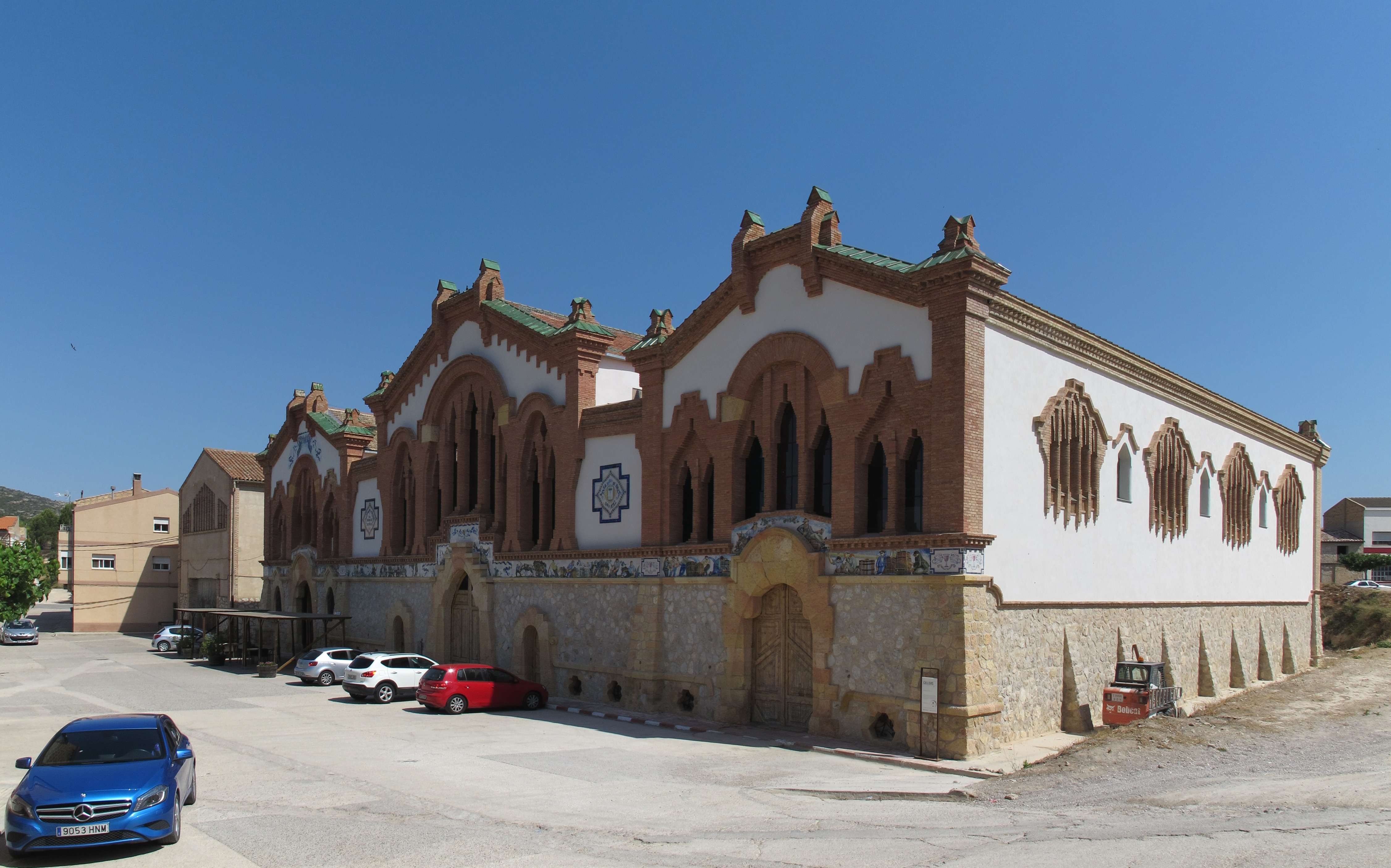
Celler cooperatiu de Pinell de Brai.

Els Costums d'Orta (1296) i de Miravet (1319) ja regulaven la venda del vi de la comarca. Però no va ser fins a finals del segle xix que es va generalitzar el conreu de la vinya. Amb la plaga de la fil·loxera, va augmentar la demanda de raïm de la DO Terra Alta per part dels productors, primer els francesos i després de les comarques veïnes que avui són la DO Tarragona i DOQ Priorat.
A principis del segle XX l'organització de cooperatives va ser un revulsiu. Avui onze del dotze municipis de la denominació disposen d'un celler cooperatiu. Destaquen pel seu valor arquitectònic els cellers modernistes del Pinell de Brai i de Gandesa, obra de l'arquitecte Cèsar Martinell.
El 1972 es va constituir el Consell Regulador de la Denominació d'Origen.

## Vinificació
Destaquen el vins blancs de les varietats autòctones de garnatxa blanca i macabeu. Els vins blancs joves resulten frescos i equilibrats, i envellits en bóta de roure són amb cos i grau.
Els vins negres són de color robí fort i estructura complexa, elaborats amb samsó, garnatxa negra i garnatxa peluda.
Els vins de licor (mistela, vi dolç natural i vi ranci) són tradicionals. L'acció natural del cerç i l'elevada insolació permeten veremes riques en sucres.
La meitat de la producció es destina a l'exportació, de la qual el 70% va a Alemanya.
A partir de l'abril del 2020, el Consell Regulador de la Denominació d'Origen (DO) Terra Alta inclou el morenillo a la llista de varietats autoritzades, una varietat conreada exclusivament a la Terra Alta.